# 洛德冰川
洛德冰川（英語：Lord Glacier）是南極洲的冰川，位於瑪麗伯德地，長11公里，流經科爾特高地，最終注入赫爾灣，以威斯康星大學麥迪遜分校的地球物理學家命名，現時由南極條約體系管理。